# Hysterocarpus traskii traskii
Hysterocarpus traskii traskii is een ondersoort van de straalvinnige vissen uit de familie van de brandingbaarzen (Embiotocidae). De wetenschappelijke naam van de soort is voor het eerst geldig gepubliceerd in 1854 door Gibbons.